# Бомбардировка на Хаен
Бомбардировката на Хаен е извършена на 1 април 1937 г., по време на Гражданската война в Испания, от легион „Кондор“ на Нацистка Германия, който се бие на страната на бунтовниците.
Бомбардировката е по заповед от генерал Гонсало Кейпо де Ляно като отмъщение за въздушно нападение на републиканците над град Кордоба.

## Обща информация
На 1 април 1937 г. шест германски бомбардировача Junkers Ju 52/3m от националистическите военновъздушни сили, ескортирани от шест Heinkel He 51 и три изтребителя Фиат CR.32, бомбардират град Хаен, който няма законни военни цели или противовъздушна отбрана. Настоящите оценки показват, че са загинали 159 души сред цивилното население и са ранени няколкостотин, сравнимо с бомбардировката на Герника, която се случва четири седмици по-късно.
Като репресия, местните републикански власти екзекутират 128 затворници националисти.